# 金點鮻
金點鮻為輻鰭魚綱鯔形目鯔科的其中一種，分布於印度洋區，包括巴基斯坦、印度、斯里蘭卡、安達曼群島海域，棲息在沿岸海域、河口、潟湖，體長可達16公分，以藻類、有機碎屑為食，可做為食用魚及養殖魚。

## 擴展閱讀
維基物種上的相關：金點鮻